# حامض القرن
حامض القُرن (الاسم العلمي: Styphnolobium)، هو جنس صغير من ثلاثة أو أربعة أنواع من والشجيرات والأشجار الصغيرة تتبع فُصيلة فولاوات من فصيلة البقولية، والتي كانت مدرجة سابقًا ضمن الجنس الأوسع صفيراء. عُيين مؤخرًا في الفرع الحيوي الخطريات أحادي النمط الخلوي غير المصنفة. وهي تختلف عن جنس جلدية الورق (mescalbeans) في وجود أوراق وأزهار نفضية وأوراقها في شماريخ إبطية وليست طرفية. أوراقها ريشية الشكل، بها 9-21 وُرَيْقَة، وأزهارها متدلية من شماريخ تشبه زهرة العنقود السنطية. القلادة القرنية هو الاسم شائع للنباتات في هذا الجنس.